# Bratislava pro všechny
Bratislava pro všechny (slovensky Bratislava pre všetkých) je název kulturní akce dnů otevřených dveří, která se koná každoročně v Bratislavě od roku 2004.
Je to několikadenní akce, kterou organizuje samospráva hlavního města. Koná se obyčejně během posledního dubnového víkendu. Po tuto dobu jsou pro veřejnost bezplatně otevřeny různé atrakce, například zoologická zahrada, botanická zahrada, prohlídky města, vstup do muzeí, galerií, prohlídka staré radnice, na koncerty, sportovní akce a pod. Zároveň funguje městská hromadná doprava zdarma, v ulicích jezdí historické tramvaje a trolejbusy.
Pátý ročník dnů otevřených dveří v roce 2008 byl významný zpřístupněním Aponiho paláce veřejnosti po dvouleté rekonstrukci.
Bratislava pro všechny je také jediné období v roce, kdy je možný vstup veřejnosti do bratislavského podzemí na Náměstí SNP u kaple sv. Jakuba.